# Lincoln Center

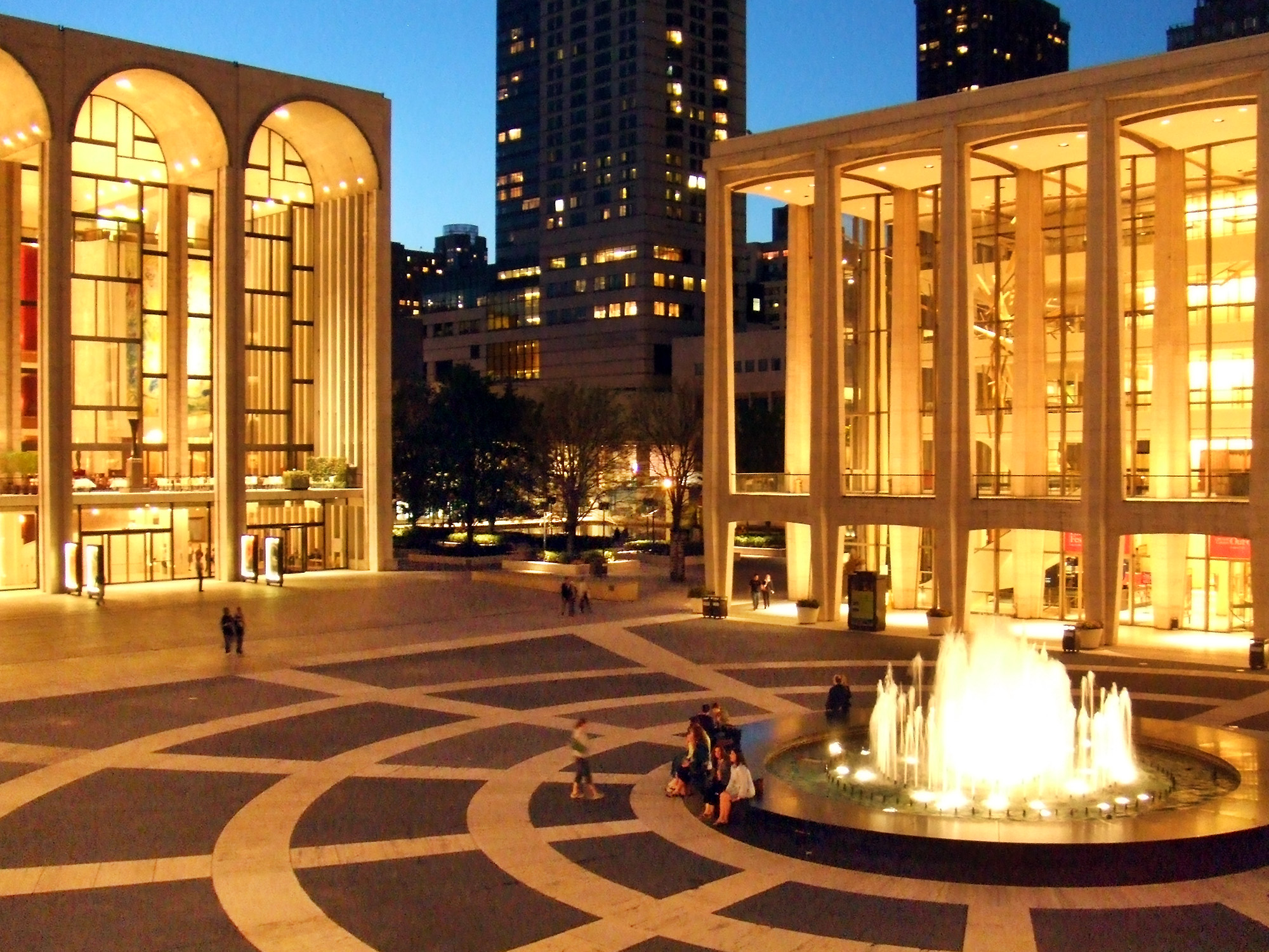
La Metropolitan Opera House a sinistra e la Avery Fisher Hall a destra.

Il Lincoln Center for the Performing Arts, comunemente abbreviato in Lincoln Center, è un complesso di edifici sito fra la Columbus Avenue e l'Amsterdam Avenue nell'Upper West Side di Manhattan, New York.
Il Lincoln Center è destinato in gran parte allo spettacolo, vi risiedono infatti le seguenti 12 organizzazioni artistiche: il Chamber Music Society of Lincoln Center, il Film Society of Lincoln Center, la Jazz at Lincoln Center, la Juilliard School, il Lincoln Center Theater, la Metropolitan Opera, il New York City Ballet, la New York City Opera, la New York Philharmonic, la New York Public Library for the Performing Arts, la School of American Ballet e il Lincoln Center for the Performing Arts, Inc.

## Storia
Un gruppo di notabili guidati da John D. Rockefeller III costruirono il Lincoln Center come parte del progetto di ristrutturazione della Lincoln Square nel corso degli anni sessanta. Sembra che Rockfeller, che fu il primo presidente del complesso, abbia finanziato il cinquanta per cento dei 185 milioni di dollari che servirono per la costruzione del Centro.

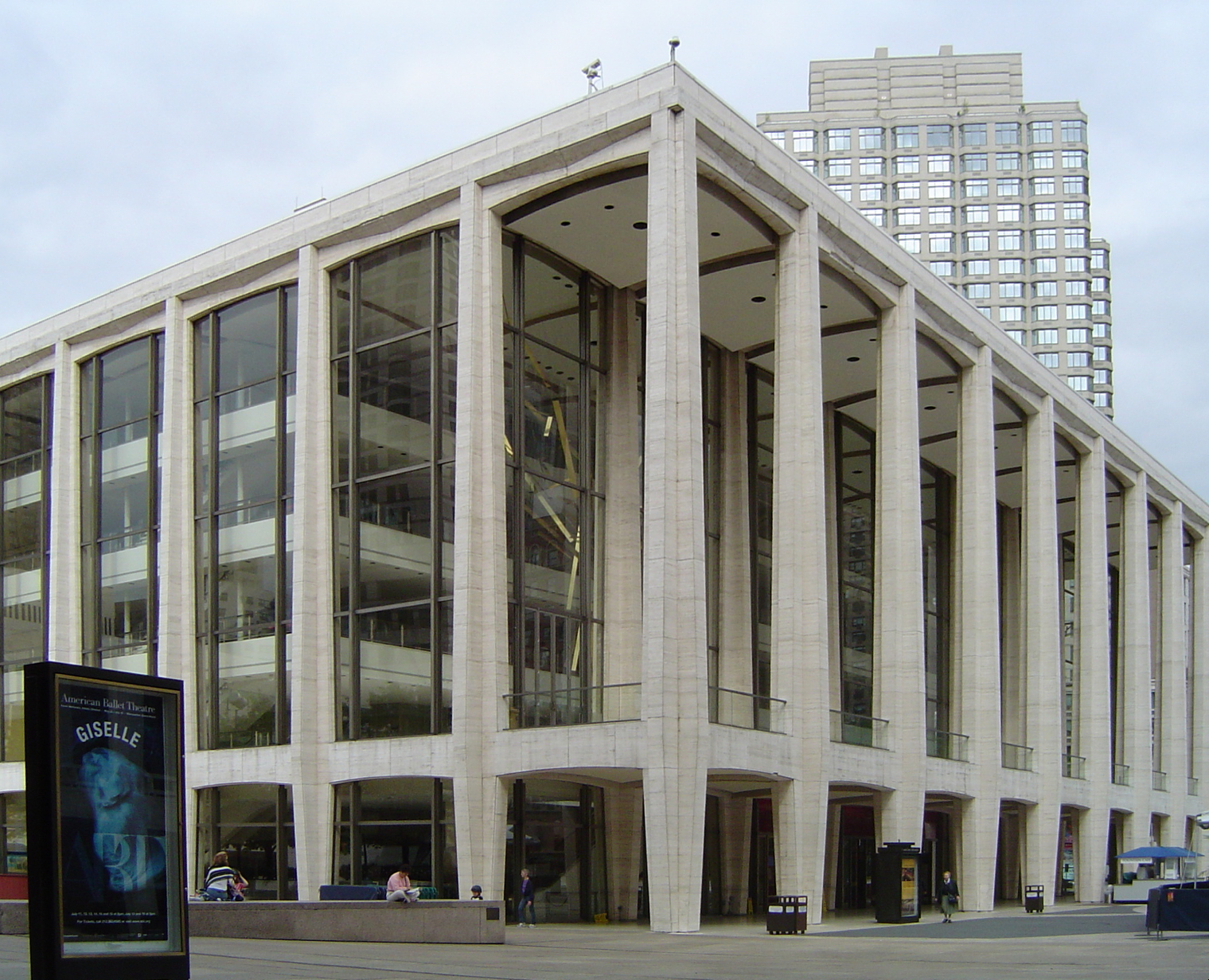
La Avery Fisher Hall, sede della New York Philharmonic al Lincoln Center.

La prima struttura ad essere completata fu la Fordham Law School della Fordham University nel 1962. Il Lincoln Center fu il primo complesso di istituzioni culturali ad essere realizzato nel centro di una grande metropoli statunitense.

### Sale, teatri ed auditorium

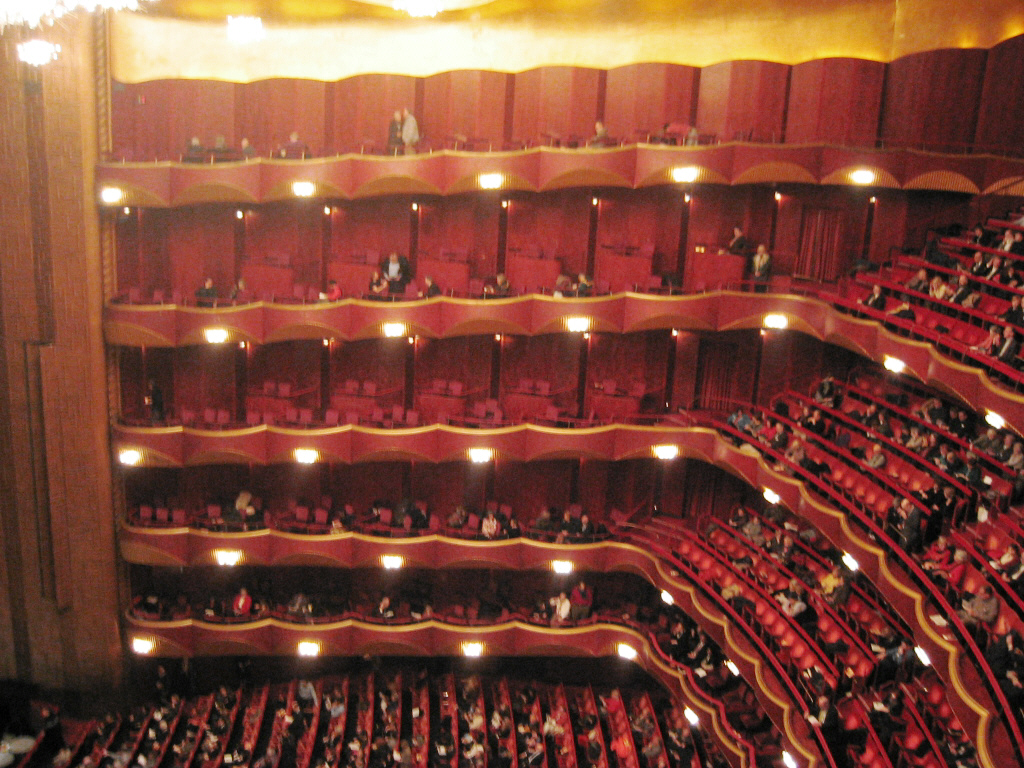
Auditorium della Metropolitan Opera House al Lincoln Center.

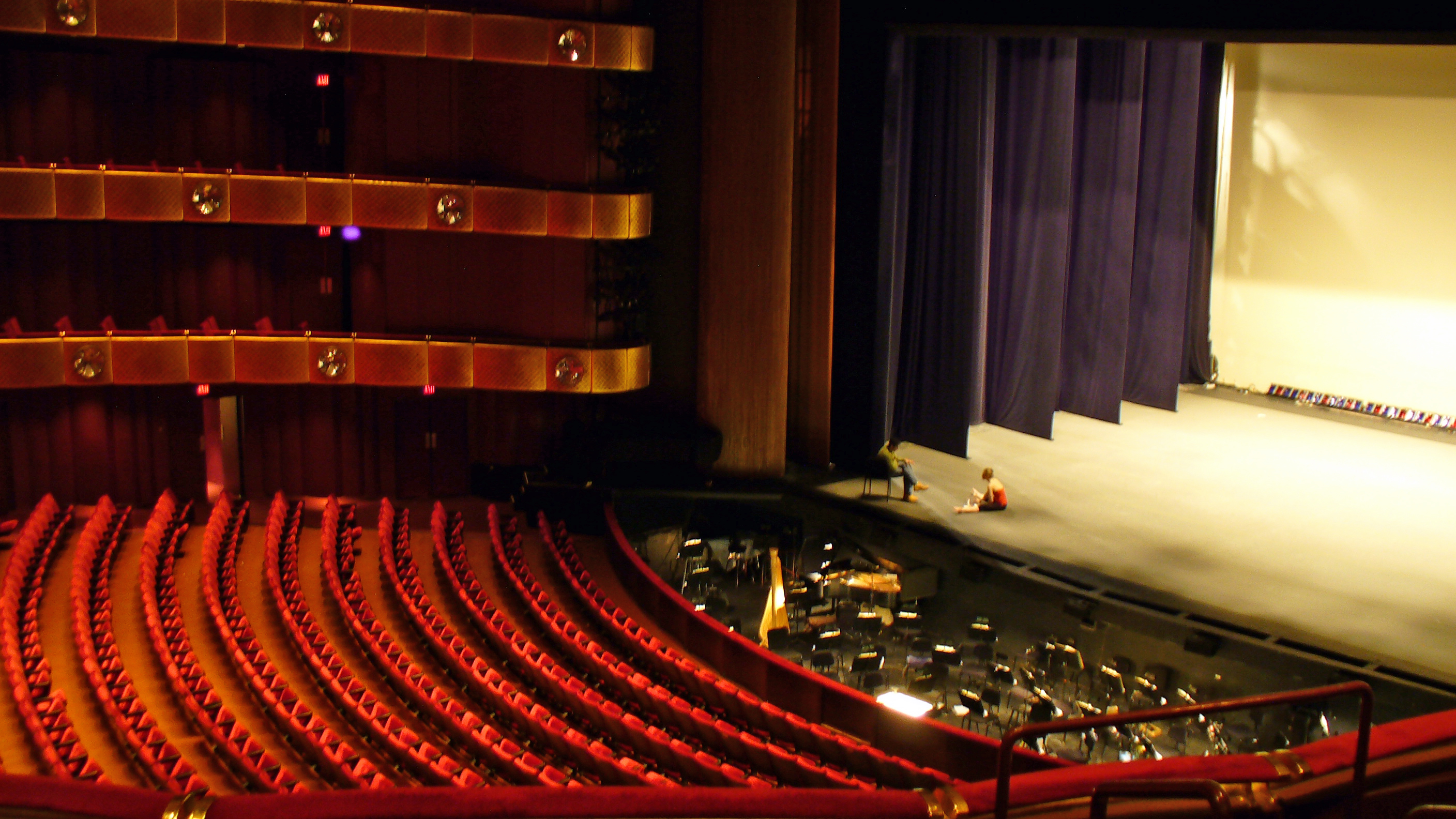
Interno del New York State Theater.

- Metropolitan Opera House – 3.900 posti in quella che è la sede del Teatro Metropolitan, maggior teatro d'opera di New York. Questa è la seconda sede del teatro in quanto la prima venne costruita nel 1883 e demolita nel 1966, l'anno in cui si trasferì nel nuovo teatro del Lincoln Center.
- David Geffen Hall (già Avery Fisher Hall) – 2.738 posti in questo auditorium sede della New York Philharmonic.
- David H. Koch Theater (già New York State Theater) – 2.713 posti, è sede del New York City Ballet e della New York City Opera. Molti musical di Broadway sono stati rappresentati in questo teatro.
- Alice Tully Hall - 1.095 posti in sala da concerto sita all'interno della Juilliard School; è sede della The Chamber Music Society of Lincoln Center.
- Vivian Beaumont Theater – 1.080 posti in teatro stile Broadway in funzione dal 1985.
- Mitzi E. Newhouse Theater (prima conosciuto come The Forum) – intima sala con appena 299 posti utilizzata dal Lincoln Center Theater per i suoi spettacoli Off Broadway.
- The Walter Reade Theatre – sala cinematografica di 268 posti utilizzata dalla Film Society of Lincoln Center; utilizzata per dibattiti dopo la visione di film.
- Jazz at Lincoln Center, è basato su diverse strutture, alcune delle quali site al di fuori del complesso del Lincoln Center:
  - The Allen Room – 508 posti in una sala con una grande superficie vetrata che da su Central Park;
  - Dizzy's Club Coca-Cola – sala stile nightclub;
  - Rose Theater – 1.094 posti in una sala progettata per le esecuzioni di musica jazz;
  - Irene Diamond Education Center – utilizzata per registrazioni e usi scolastici.

## Enti residenti al Lincoln Center
- American Ballet Theatre
- The Chamber Music Society of Lincoln Center
- Film Society of Lincoln Center
- Jazz at Lincoln Center
- Juilliard School
- Lincoln Center Presents
- Lincoln Center Theater
- Metropolitan Opera
- New York City Ballet
- New York City Opera
- New York Philharmonic
- New York Public Library for the Performing Arts
- School of American Ballet

## Architetti progettisti
Architetti che hanno progettato edifici del Lincoln Center: 
- Max Abramovitz - Avery Fisher Hall
- Pietro Belluschi - Juilliard School (compresa la Alice Tully Hall)
- Gordon Bunshaft -The New York Public Library for the Performing Arts
- Wallace Harrison - Master plan & Metropolitan Opera House
- Philip Johnson - New York State Theater
- Eero Saarinen - Vivian Beaumont Theater